# 15587 Sotsukamoto
15587 Sotsukamoto este o planetă minoră (asteroid), cu un diametru de 3,601 km, din centura de asteroizi. A fost descoperită pe 5 aprilie 2000 la Experimental Test Site⁠(d) de Lincoln Near-Earth Asteroid Research. 
Obiectul prezintă o orbită caracterizată de o semiaxă mare de 3,0094178 UAi, o excentricitate de 0,01, o înclinație de 2,32703 ° în raport cu ecliptica.